# Manio Sergio Fidenate
Manio Sergio Fidenate (Roma, ... – ...; fl. V secolo a.C.) è stato un politico e militare romano del V secolo a.C..

## Primo tribunato consolare
Nel 404 a.C. fu eletto tribuno consolare con Gneo Cornelio Cosso, Gaio Valerio Potito Voluso, Cesone Fabio Ambusto, Publio Cornelio Maluginense e Spurio Nauzio Rutilo.
Roma, mentre continuava l'assedio di Veio iniziato l'anno prima, rivolse la propria attenzione ai Volsci, che furono sconfitti in una battaglia campale tra Ferentino ed Ecetra. I romani poi riuscirono a conquistare la città volsca di Artena, grazie al tradimento di uno schiavo, che indicò ai soldati un passaggio per arrivare alla rocca, dove si erano asserragliati i difensori.

## Secondo tribunato consolare
Nel 402 a.C. fu eletto tribuno consolare con Gaio Servilio Strutto Ahala, Quinto Servilio Fidenate, Quinto Sulpicio Camerino Cornuto, Aulo Manlio Vulsone Capitolino e Lucio Verginio Tricosto Esquilino.
Mentre Veio continuava ad essere assediata dai romani, arrivarono in loro soccorso contingenti di Capenati e Falisci, che casualmente attaccarono la zona posta sotto il comando di Sergio Fidenate, mettendolo subito in difficoltà, anche per l'arrivo sul campo di battaglia di rinforzi veienti.
L'astio tra Sergio Fidenate e Lucio Verginio, che comandava l'accampamento più vicino alle zone del combattimento, causò la disfatta per l'esercito romano, che vide distrutto l'accampamento dove risiedevano i soldati di Sergio Fidenate.
(Tito Livio, "Ab Urbe Condita", V, 8.)
In seguito all'accaduto il Senato decise di anticipare la nomina dei nuovi tribuni consolari alle calende di ottobre, invece che alle idi di dicembre, come d'uso.
In quell'anno il presidio armato di Anxur fu sopraffatto dai Volsci.
L'anno successivo, sia Sergio che Lucio Verginio, per la pessima conduzione della guerra, furono condannati ad una pena pecuniaria di 10.000 assi pesanti.